# Rue Gabriel-Péri (Levallois-Perret)
Pour les articles homonymes, voir Rue Gabriel-Péri.
La rue Gabriel-Péri est une voie située dans la commune française de Levallois-Perret.

## Situation et accès

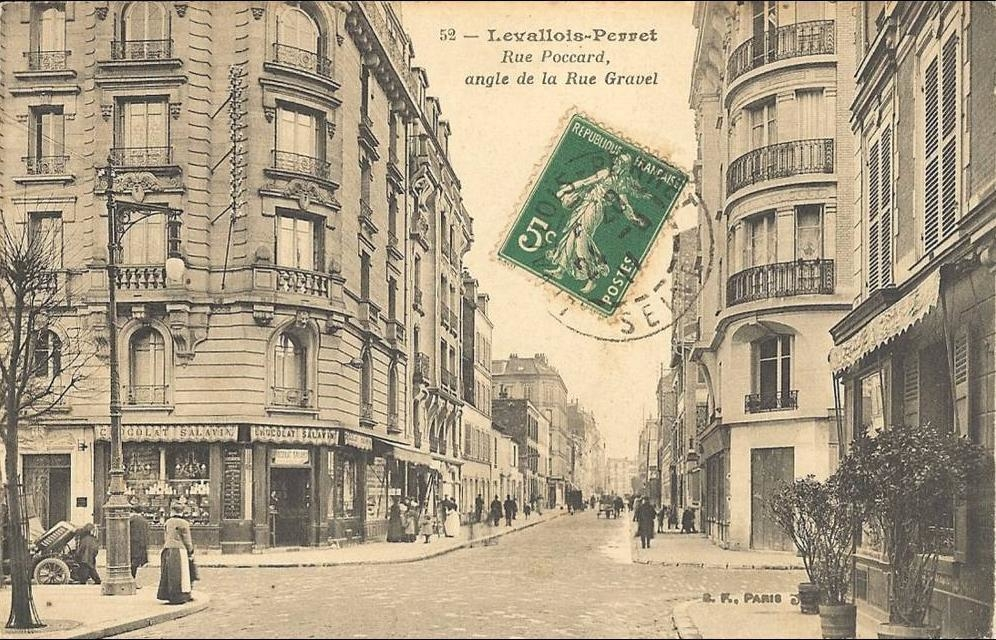
La rue Poccard, à l'angle de la rue Gravel (aujourd'hui rue Aristide-Briand).

Cette voie commence rue Jacques-Ibert, quasiment à l'angle avec la rue Jean-Jaurès en diagonale, et se termine place de Verdun, face au parc de la Planchette.
Elle est d'orientation sud-est à nord-ouest et située entre la rue Anatole-France et la rue du Président-Wilson qui lui sont parallèles.
Elle tangente la place Henri-Barbusse où se situe le marché couvert et intersecte la rue piétonne éponyme. Elle traverse aussi les rues Louise-Michel, Louis-Rouquier, Aristide-Briand et Voltaire.

## Origine du nom
La rue porte le nom de Gabriel Péri (1902-1941), journaliste et homme politique français.

## Historique
Cette voie de communication s'appelait autrefois « rue Poccard »,.
Lors des bombardements de Paris et de sa banlieue durant la Première Guerre mondiale, le 21 mars 1915, un raid de dirigeables cible le no 8 sans faire de victime.
Il a existé une rue Poccard prolongée, devenue désormais rue des Marronniers.

## Bâtiments remarquables et lieux de mémoire
- No 19 : Palais des sports Gabriel-Péri[3], au-dessus du marché couvert.
- No 33 : Conservatoire Maurice Ravel, inauguré en 2008.
- 46 ter : Hôtel de ville de Levallois-Perret, inauguré en 1898[4].